# Heteropogon willistoni
Heteropogon willistoni là một loài ruồi trong họ Asilidae. Heteropogon willistoni được Martin miêu tả năm 1962. Loài này phân bố ở vùng Tân nhiệt đới.